# Niederösterreichisches Landesarchiv

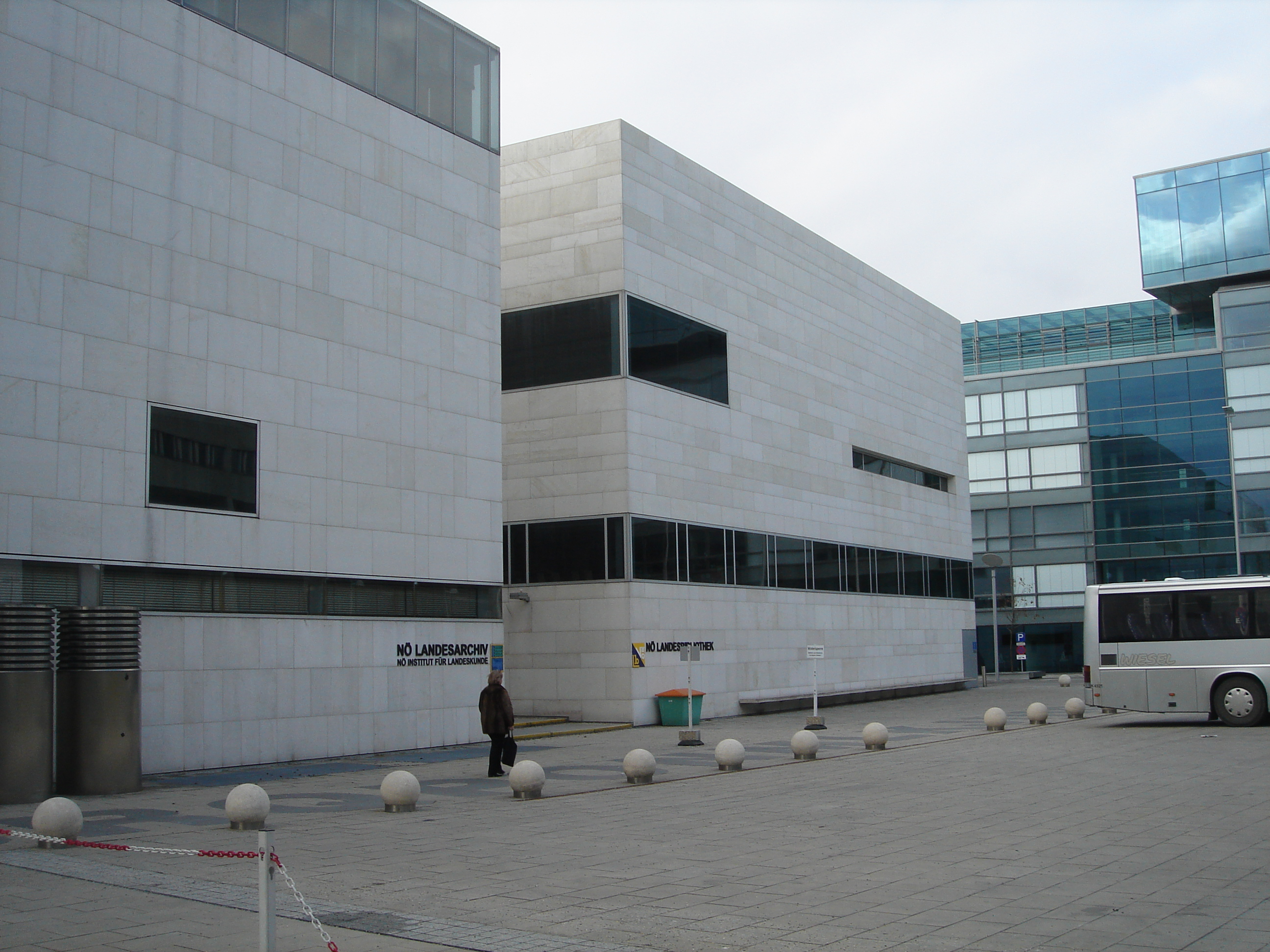
Links das Niederösterreichische Landesarchiv, daneben die Niederösterreichische Landesbibliothek

Das Niederösterreichische Landesarchiv (NÖLA) ist ein österreichisches Archiv in St. Pölten. Es ist das Landesarchiv Niederösterreichs.
Das Archiv bewahrt das von der Landesvertretung und den in Niederösterreich tätig gewesenen und aktuell tätigen Verwaltungsstellen und Gerichten produzierte Schriftgut auf. Dazu zählen Urkunden, Handschriften und Akten seit dem Mittelalter bis heute. Zum Archiv gehört auch das Niederösterreichische Institut für Landeskunde, das die historische und aktuelle Entwicklung Niederösterreichs erforscht und dazu passende Veranstaltungen durchführt. Seit 1997 befindet sich das Archiv im St. Pöltner Regierungsviertel. Unterhaltsträger ist die Niederösterreichische Landesregierung.

## Lage
Das NÖLA befindet sich im St. Pöltner Regierungsviertel, direkt gegenüber der Niederösterreichischen Landesbibliothek. Es wird mit anderen umliegenden kulturellen und wissenschaftlichen Einrichtungen zum so genannten Kulturbezirk St. Pölten gezählt.

## Geschichte
Das Landesarchiv ist die Folgeinstitution einerseits des Archivs der Stände, zum anderen des Archivs der Landesregierung. Örtlich war das Ständearchiv bis 1967 in der Wiener Herrengasse untergebracht, anschließend übersiedelte es in die Teinfaltstraße in das Gebäude der ehemaligen Bodencreditanstalt. Von 1863 bis 1918 unterstand das Archiv dem österreichischen Landesausschuss. Im Jahr 1922 musste es bedingt durch die Loslösung Wiens zahlreiche wertvolle Stücke an die Stadt Wien abgeben. In den Jahren 1923 bis 1940 war das Landesarchiv, wie auch die Landesbibliothek und das Landesmuseum, Bestandteil der Niederösterreichischen Landessammlungen, während das Regierungsarchiv selbständig bleibt.
Im Jahr 1940 wurde das ganze Archiv auf Anordnung des Deutschen Reichsinnenministeriums zum Archiv des Reichsgaues Niederdonau.  Es wurde mit dem Landesregierungsarchiv, das auf Maximillian I. aus dem Jahr 1501 zurückgeht, in eine Verwaltung zusammengelegt. Dieser Teil des Archivs hieß seit 1894 Archiv für Niederösterreich. Die reichhaltige Buchsammlung stammt aus der Statthalterei und besteht hauptsächlich aus Gesetzesbüchern und Festschriften, die an den Landesstatthalter geschickt wurden. Sie diente bis 1950 hauptsächlich als Amtsbibliothek. Teile dieser Bücher wurden an die Landesbibliothek abgegeben. In den Jahren von 1943 bis Kriegsende wurden wertvolle Bestände wegen der anhaltenden Bombenangriffe auf Wien in provisorische Außenlager, wie Klöster und Schlösser, ausgelagert.
Seit 1945 führen die beiden zusammengelegten Archive die heutige Bezeichnung. Allerdings blieben wegen der räumlichen Trennung die beiden Begriffe Regierungsarchiv und Ständisches Archiv nicht nur historisch, sondern auch administrativ weiterhin relevant. Beide Archivkörper wurden als Abteilungen bezeichnet.
Im Jahr 1978 wurde das Institut für Landeskunde installiert und hatte seinen Sitz in Wien in der Strauchgasse, einer Nebengasse der Herrengasse. 1984 wurde es ebenfalls mit dem Landesarchiv vereinigt.
Während 1986 die neue Landeshauptstadt beschlossen wurde, wurde im selben Jahr und in den beiden folgenden in Bad Pirawarth in einem aufgelassenen Fabriksgebäude eine Außenstelle des Archivs eingerichtet.
Im Jahr 1988 wird als Folge der eigenen Landeshauptstadt vom Landtag auch die Schaffung des Kulturviertels in St. Pölten beschlossen, das auch das Niederösterreichische Landesarchiv beherbergen soll. Durch die beiden Architekten Paul Katzberger und Michael Loudon wurden 1991/1992 die Planungen für ein eigenes Archivgebäude begonnen. Der Rohbau wurde 1995 fertiggestellt.
Am 18. November 1997 wurde das Niederösterreichische Landesarchiv in St. Pölten eröffnet.

## Archivdirektoren
- 1940–1962 Karl Lechner
- 1984–1991 Helmuth Feigl
- –1997 Silvia Petrin
- 1998–2005 Anton Eggendorfer
- 2005–2017 Willibald Rosner
- seit 2018 Roman Zehetmayer